# 徐世焘
徐世焘（1919年—1969年），男，浙江鄞县人，中国高分子合成材料专家，曾任北京化工研究院副总工程师、副院长。

## 家庭
父亲徐名材。